# Нижнеудинское муниципальное образование
Нижнеудинское городское поселение или Нижнеудинское муниципальное образование — муниципальное образование со статусом городского поселения в 
Нижнеудинском районе Иркутской области России. 
Административный центр — город Нижнеудинск.

## Население
| 2002    | 2009    | 2010    | 2011    | 2012    | 2013    | 2014    |
| ------- | ------- | ------- | ------- | ------- | ------- | ------- |
| 47 007  | ↘44 223 | ↘36 999 | ↘36 881 | ↘36 326 | ↘35 500 | ↘34 813 |
| 2015    | 2016    | 2017    | 2021    |         |         |         |
| ↘34 235 | ↘34 049 | ↘33 954 | ↘29 995 |         |         |         |

По результатам Всероссийской переписи населения 2010 года 
численность населения муниципального образования составила 36 999 человек, в том числе 17 058 мужчин и 19 941 женщина.

## Населенные пункты
В состав муниципального образования входит город Нижнеудинск